# Targa Florio motociclistica
La Targa Florio motociclistica è stata una delle più antiche corse motociclistiche italiane, disputata dal 1920 al 1930, per 11 edizioni, 10 sulle Madonie e l'ultima a Palermo.  Fu organizzata da Vincenzo Florio, sulle orme della omonima corsa automobilistica.

## Storia
L'imprenditore palermitano ottenne nel 1920 dal Moto Club d’Italia l'autorizzazione per indire la “I Targa Florio motociclistica” su una distanza di 324 km, pari a tre giri del circuito delle Madonie. La vittoria della prima edizione fu di Oreste Malvisi su Harley-Davidson.
La seconda edizione si svolse nel settembre 1921 con partenza e arrivo da Cerda, su un circuito 108 km sulle Madonie da ripetersi tre volte. Due le categorie: nella maggiore (750 cc), si affermò Domenico Malvisi, su Indian, ma la più spettacolare fu la 500 cc dove si impose, all'esordio, la Moto Guzzi, guidata da Gino Finzi.
La decima edizione fu valida per la classifica del Campionato italiano e registrò con 29, anche il record di partecipanti.
L'undicesima ed ultima edizione della Targa Florio motociclistica, si corse il 20 aprile 1930 sul circuito del Velodromo della Favorita di Palermo. 35 i giri, pari a 196 km.
Ma ormai la crisi finanziaria della famiglia Florio era pesante, e la gara non si disputò più.

## Vincitori
- 1920
  - Oreste Malvisi (Harley-Davidson)
- 1921
  - 500 cc Gino Finzi (Moto Guzzi)
  - 750 cc Domenico Malvisi (Indian)

- 1922
  - Amedeo Ruggeri (Harley-Davidson)
- 1923

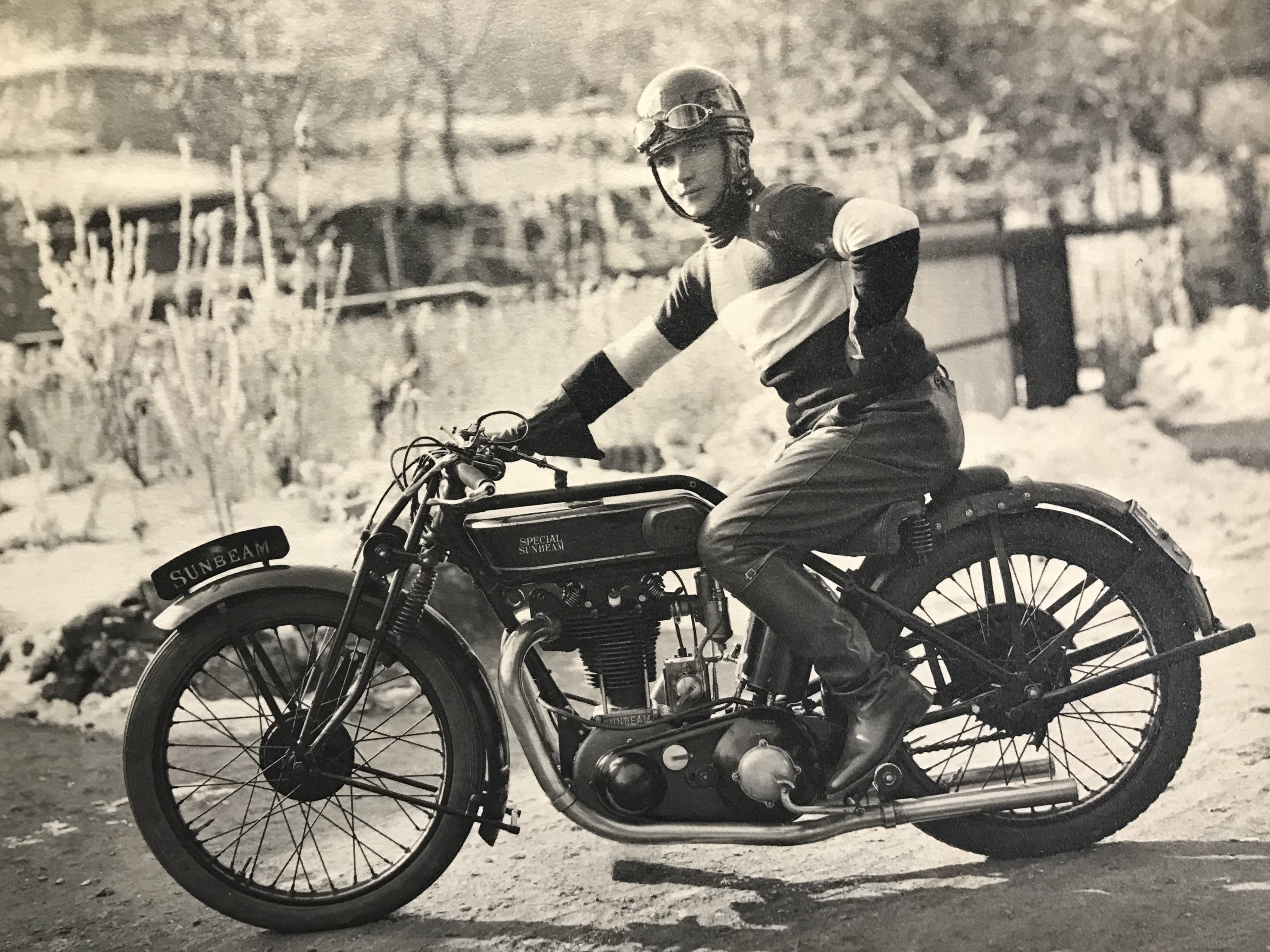
Mario Colombo, vincitore nel 1930 con la Sunbeam

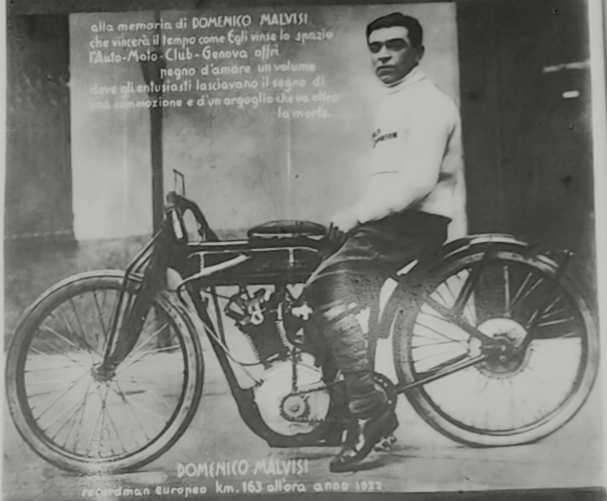
Domenico Malvisi 1889-1926, recordman europeo km. 163 all'ora, (foto anno 1922)

  - Ing. Quattrocchi (Harley-Davidson)
- 1924
  - Vittorio Maggiore (Harley-Davidson)
- 1925
  - Totino De Simone (Frera)
- 1926
  - Pietro Opessi (Triumph)
- 1927
  - Paul Koeppen (BMW)
- 1928
  - Ernst Jakob Henne (BMW)
- 1929
  - Paul Koeppen (BMW)
- 1930
  - Mario Colombo (Sunbeam)